# Ali Abu Eshrein
Ali Abu Eshrein (ur. 6 grudnia 1989) – sudański piłkarz grający na pozycji bramkarza. Od 2020 jest zawodnikiem klubu Al-Hilal.

## Kariera klubowa
Swoją karierę piłkarską Abu Eshrein rozpoczął w klubie Al-Nesoor SC, w barwach którego zadebiutował w 2009 roku. W 2016 przeszedł do Al-Amir Bahri. W 2017 grał w Alamal SC Atbara, a w 2018 w Al-Shorta Al-Qadarif. W 2019 trafił do Al-Merreikh, z którym w sezonach 2018/2019 i 2019/2020 wywalczył dwa mistrzostwa Sudanu. W 2020 został zawodnikiem Al-Hilal. W sezonie 2020/2021 został z nim mistrzem Sudanu.

## Kariera reprezentacyjna
W reprezentacji Sudanu Abu Eshrein zadebiutował 5 września 2019 w wygranym 3:1 meczu eliminacji do MŚ 2022 z Czadem, rozegranym w Ndżamenie. W 2022 roku został powołany do kadry na Puchar Narodów Afryki 2021. Na tym turnieju rozegrał trzy mecze grupowe: z Gwineą Bissau (0:0), z Nigerią (1:3) i z Egiptem (0:1).